# Théorie cinétique des gaz
La théorie cinétique des gaz a pour objet d'expliquer le comportement macroscopique d'un gaz à partir des caractéristiques des mouvements des particules qui le composent. Elle permet notamment de donner une interprétation microscopique aux notions de :
- température : c'est une mesure de l'agitation des particules, plus précisément de leur énergie cinétique ;
- pression : la pression exercée par un gaz sur une paroi résulte des chocs des particules sur cette dernière. Elle est liée à leur quantité de mouvement.

La théorie cinétique des gaz a été développée à partir du XVIIIe siècle. Elle est fondée sur les idées de Daniel Bernoulli, John James Waterston, August Karl Krönig et Rudolf Clausius. James Clerk Maxwell et Ludwig Boltzmann ont formalisé son expression mathématique. Les succès de la théorie cinétique des gaz ont constitué un argument fondamental à l'appui de la théorie atomique de la matière. En effet, en prenant en compte les effets des collisions entre les molécules, on a accès aux propriétés de transport (viscosité, diffusion de la matière, conductivité thermique).

## Description

La température d'un gaz parfait monoatomique est une mesure de l'énergie cinétique moyenne des particules qui le constituent. Cette animation montre le mouvement d'atomes d'hélium à 5000 K, sous une pression de 1950 atm ; la taille des atomes d'hélium et leurs distances sont à l'échelle et la vitesse de déplacement des particules a été ralentie deux milliards de fois. Cinq atomes sont de couleur rouge pour faciliter le suivi de leurs mouvements.

Un gaz est un ensemble d'atomes ou de molécules subissant certaines interactions, notamment les chocs entre particules et avec la paroi du récipient qui les contient. Ces interactions sont caractérisées par un potentiel comme le potentiel de Lennard-Jones. 
Les molécules polyatomiques sont l'objet de mouvements de rotation ou de vibration qui interviennent dans la capacité thermique des corps.
Dans le cadre de la théorie cinétique, on fait les approximations suivantes :
- le volume des molécules est négligeable ;
- seuls les chocs ont une influence, les autres interactions sont négligeables.

La trajectoire des molécules peut se modéliser avec le mouvement brownien.

### Approche intuitive du mouvement des molécules
Supposons que dans un récipient, toutes les molécules aient la même vitesse et la même direction. Ce système est instable parce que la moindre modification de trajectoire d'une seule molécule provoquera le heurt sur une autre molécule qui déviera et heurtera encore une autre avec un effet en chaîne qui établira le chaos donc le mouvement brownien.
Dans la suite,
- {\displaystyle P}, désigne la pression du gaz,
- {\displaystyle V}, son volume,
- {\displaystyle T}, sa température thermodynamique, et
- {\displaystyle N}, le nombre de molécules.

## Vitesse et pression

### Statistiques sur les vitesses
Considérons une molécule ayant une vitesse de norme {\displaystyle {\vec {v}}} et frappant une surface. Elle subit un choc élastique, c'est-à-dire qu'elle repart en faisant un même angle avec la surface et avec une vitesse de même norme {\displaystyle v}. Si l'on choisit un repère orthonormé {\displaystyle {\vec {e}}_{1}}, {\displaystyle {\vec {e}}_{2}}, {\displaystyle {\vec {e}}_{3}}, avec {\displaystyle {\vec {e}}_{1}} perpendiculaire à la surface, alors cette vitesse se décompose selon les trois axes :
{\displaystyle {\vec {v}}=v_{1}{\vec {e}}_{1}+v_{2}{\vec {e}}_{2}+v_{3}{\vec {e}}_{3}}
On appelle {\displaystyle c({\vec {v}})\,d^{3}v} le nombre de molécules par unité de volume (la concentration) dont la vitesse est comprise dans un volume infinitésimal {\displaystyle d^{3}v} autour de la valeur {\displaystyle {\vec {v}}}. La concentration globale {\displaystyle C} est donc :
{\displaystyle C=\iiint c({\vec {v}})\,d^{3}v={\frac {N}{V}}}
La répartition statistique des vitesses étant isotrope, la moyenne des composantes de la vitesse est nulle :
{\displaystyle \langle v_{1}\rangle =\langle v_{2}\rangle =\langle v_{3}\rangle =0}
Les moyennes quadratiques ne sont par contre pas nulles, et elles sont égales entre elles par symétrie de rotation. Comme on a toujours, d'après le théorème de Pythagore :
{\displaystyle v_{1}^{2}+v_{2}^{2}+v_{3}^{2}=v^{2}},
on a en moyenne :
{\displaystyle \langle v_{1}^{2}\rangle =\langle v_{2}^{2}\rangle =\langle v_{3}^{2}\rangle ={\frac {1}{3}}\langle v^{2}\rangle }
avec :
{\displaystyle \langle v_{i}^{2}\rangle ={\frac {1}{C}}\iiint c({\vec {v}})\,v_{i}^{2}\,d^{3}v}
et :
{\displaystyle \langle v^{2}\rangle ={\frac {1}{C}}\iiint c({\vec {v}})\,v^{2}\,d^{3}v}.
On appelle {\displaystyle u} la vitesse quadratique moyenne, telle que :
{\displaystyle \langle v^{2}\rangle =u^{2}}.
La loi de distribution des vitesses de Maxwell indique que plus le gaz a une température élevée, plus {\displaystyle u} est grande :
{\displaystyle {\frac {1}{2}}mu^{2}={\frac {3}{2}}k_{\mathrm {B} }\,T},
{\displaystyle k_{\mathrm {B} }} étant la constante de Boltzmann.

### Impact d'une molécule
On fait l'hypothèse d'une paroi sur laquelle se produisent des chocs parfaitement élastiques. Lorsqu'une molécule de masse {\displaystyle m} rebondit sur cette surface, la composante {\displaystyle m\,v_{1}} normale à la surface de sa quantité de mouvement varie d'une valeur de {\displaystyle 2\,m\,v_{1}}.
D'après les lois de Newton (principe fondamental de la dynamique et théorème des actions réciproques), l'intégrale en temps de la force {\displaystyle f_{1}} qu'elle imprime sur la surface est donc :
{\displaystyle \int f_{1}dt=2\,m\,v_{1}.}

### Impact de toutes les molécules
On cherche maintenant, {\displaystyle {\vec {v}}} étant fixé à {\displaystyle d^{3}v} près, à savoir combien de molécules frappent une petite surface d'aire {\displaystyle S} durant une durée {\displaystyle \tau }.
Les molécules frappant la surface entre l'instant 0 et l'instant {\displaystyle \tau } sont nécessairement dans un cylindre de base {\displaystyle S} et de hauteur {\displaystyle \tau \,v_{1}}— les autres molécules sont trop loin ou frappent à côté.
Ce cylindre d'axe {\displaystyle {\vec {v}}} a un volume de {\displaystyle \tau \,S\,v_{1}}. La force {\displaystyle d^{3}F} créée par toutes les molécules considérées est donc :
{\displaystyle \int _{0}^{\tau }d^{3}F\,dt=2\,m\,v_{1}\ S\,v_{1}\,\tau \ c({\vec {v}})\,d^{3}v}.
La force {\displaystyle {\vec {F}}} créée par toutes les molécules s'obtient en intégrant sur {\displaystyle v_{1}>0} si l'on oriente {\displaystyle {\vec {e}}_{1}} du gaz vers l'extérieur (on ne considère que les molécules allant vers la surface, pas celles s'en éloignant). Ceci revient à diviser par deux, en raison de la symétrie de la distribution {\displaystyle c({\vec {v}})} :
{\displaystyle \int _{0}^{\tau }Fdt=2\,m\,S\iiint _{v1>0}v_{1}^{2}\,\tau \,c({\vec {v}})\,d^{3}v=m\,\tau \,S\iiint v_{1}^{2}\,c({\vec {v}})\,d^{3}v}.
En négligeant les fluctuations dans le temps de {\displaystyle {\vec {F}}}, on peut intégrer sur {\displaystyle t} et simplifier par {\displaystyle \tau } :
{\displaystyle F=m\,S\iiint v_{1}^{2}\,c({\vec {v}})\,d^{3}v=m\,S\,C\langle v_{1}^{2}\rangle }
ou :
{\displaystyle F={\frac {1}{3}}m\,S\,C\,\langle v^{2}\rangle }.
La pression étant la force divisée par la surface, on obtient :
ou encore, par définition de {\displaystyle C=N/V} :

### Critique de l'approche
L'impact que l'on a supposé purement élastique sur une surface définit celle-ci comme un plan de symétrie pour le milieu, ce qui permet de ne pas modifier celui-ci. Ce n'est pas le cas des surfaces réelles pour lesquelles la distribution des vitesses du milieu n'est plus maxwellienne sur une distance de quelques libres parcours moyens l, région que l'on appelle couche de Knudsen. L'expression ci-dessus de la pression doit être prise comme une simple définition de la pression thermodynamique pour le milieu situé « loin » de la paroi, c'est-à-dire à une distance {\displaystyle y>>l}. Le calcul de l'effort pariétal passe par la connaissance de la contrainte {\displaystyle p_{yy}(y)} du tenseur des contraintes dans la couche de Knudsen. On montre que la dérivée de cette quantité varie en {\displaystyle {\mathcal {O}}(l^{1/2})}. Pour un milieu suffisamment dense, cette variation est très faible et on pourra donc calculer l'effort sur la paroi à partir de la pression dans le milieu non perturbé. Cette évaluation constitue donc une approximation physique.

## Pression et énergie cinétique
Si une molécule de masse {\displaystyle m} se déplace à une vitesse {\displaystyle v}, son énergie cinétique vaut {\displaystyle {\frac {1}{2}}m\,v^{2}} et l'énergie cinétique totale des molécules du gaz vaut, par définition de la température absolue :
{\displaystyle E_{c}=N\times {\frac {1}{2}}m\,\langle v^{2}\rangle ={\frac {3}{2}}Nk_{\mathrm {B} }\,T}
où {\displaystyle k_{\mathrm {B} }} est la constante de Boltzmann, {\displaystyle N} le nombre de particules et {\displaystyle T} la température (en kelvins).
Le lien de cette quantité avec la température thermodynamique se fait par l'intermédiaire de l'entropie.

### Gaz parfait monoatomique
Dans le cas d'un gaz parfait monoatomique, on suppose que la totalité de l'énergie est sous forme d'énergie cinétique des molécules (énergie thermique), donc l'énergie interne {\displaystyle U} du système vaut :
{\displaystyle U=E_{\mathrm {c} }}.
On a donc :
{\displaystyle U={\frac {3}{2}}p\,V}

### Gaz parfait de Laplace
Dans le cas plus général du gaz parfait de Laplace, on suppose que les molécules ont une énergie interne de rotation ou d'oscillation, proportionnelle à {\displaystyle E_{c}}. Le nombre de degrés de liberté passe de 3 à {\displaystyle \nu } et dans l'hypothèse d'équipartition, on a {\displaystyle U={\frac {\nu }{3}}E_{c}}, et donc
En modifiant adiabatiquement le volume du gaz, on fournit un travail {\displaystyle -pdV} égal à la variation d'énergie interne :
{\displaystyle dU={\frac {\nu }{2}}\left(Vdp+pdV\right)}
donc:
{\displaystyle 0={\frac {\nu }{2}}Vdp+{\frac {2+\nu }{2}}pdV}
ou :
{\displaystyle 0={\frac {dp}{p}}+{\frac {2+\nu }{\nu }}{\frac {dV}{V}}=d\ln \left(pV^{\frac {2+\nu }{\nu }}\right)}.
Traditionnellement, pour retrouver la loi de Laplace du gaz parfait en régime adiabatique {\displaystyle \ PV^{\gamma }=\mathrm {Cte} }, on introduit :
Pour le gaz parfait de Laplace, on a donc :
- Pour un gaz réel monoatomique, ou même l'hydrogène à très basse température {\displaystyle \nu =3} et {\displaystyle \gamma ={\frac {5}{3}}}.
- Pour un gaz réel diatomique à température intermédiaire (azote, hydrogène, oxygène autour de 300 K), on a deux degrés de rotation possible {\displaystyle \nu \approx 5} et {\displaystyle \gamma \approx {\frac {7}{5}}}.
- Pour un gaz réel diatomique à très haute température, l'oscillation longitudinale devient possible, et {\displaystyle \nu } tend vers 7 et {\displaystyle \gamma } tend vers {\displaystyle {\frac {9}{7}}}.